# Elektrische Strassenbahn Zürich–Oerlikon–Seebach

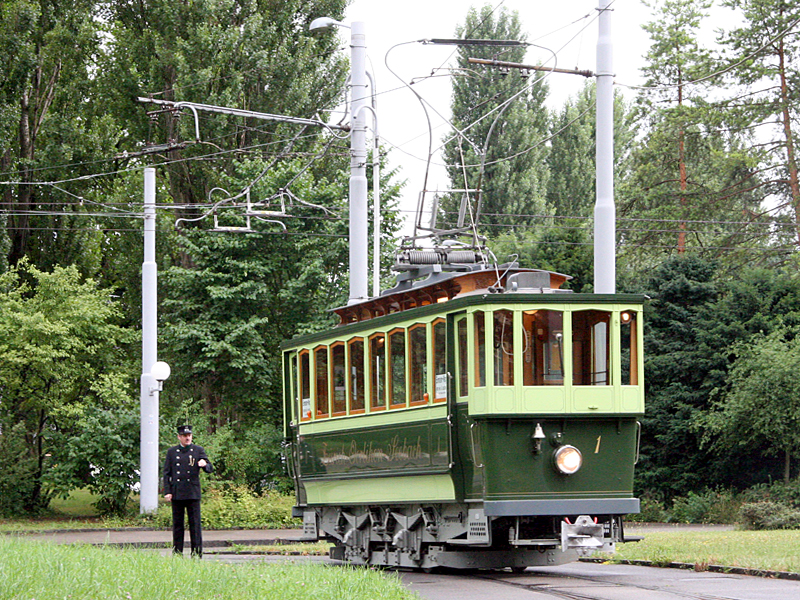
Ce 2/2 der ZOS, Baujahr 1897 (Tram-Museum Zürich)

Die Elektrische Strassenbahn Zürich–Oerlikon–Seebach (abgekürzt ZOS oder ZOeS) war eine Strassenbahngesellschaft in der Schweiz, die auf dem heutigen Stadtgebiet von Zürich verkehrte. Sie wurde 1897 gegründet und war eine von acht Vorgängergesellschaften der heutigen Verkehrsbetriebe Zürich (VBZ). Die Hauptstrecke führte vom Central über Oerlikon und Seebach nach Glattbrugg, hinzu kam eine Zweigstrecke von Oerlikon nach Schwamendingen. 1931 ging die Infrastruktur der ZOS im Zürcher Strassenbahnnetz auf.

## Geschichte

### Gründung

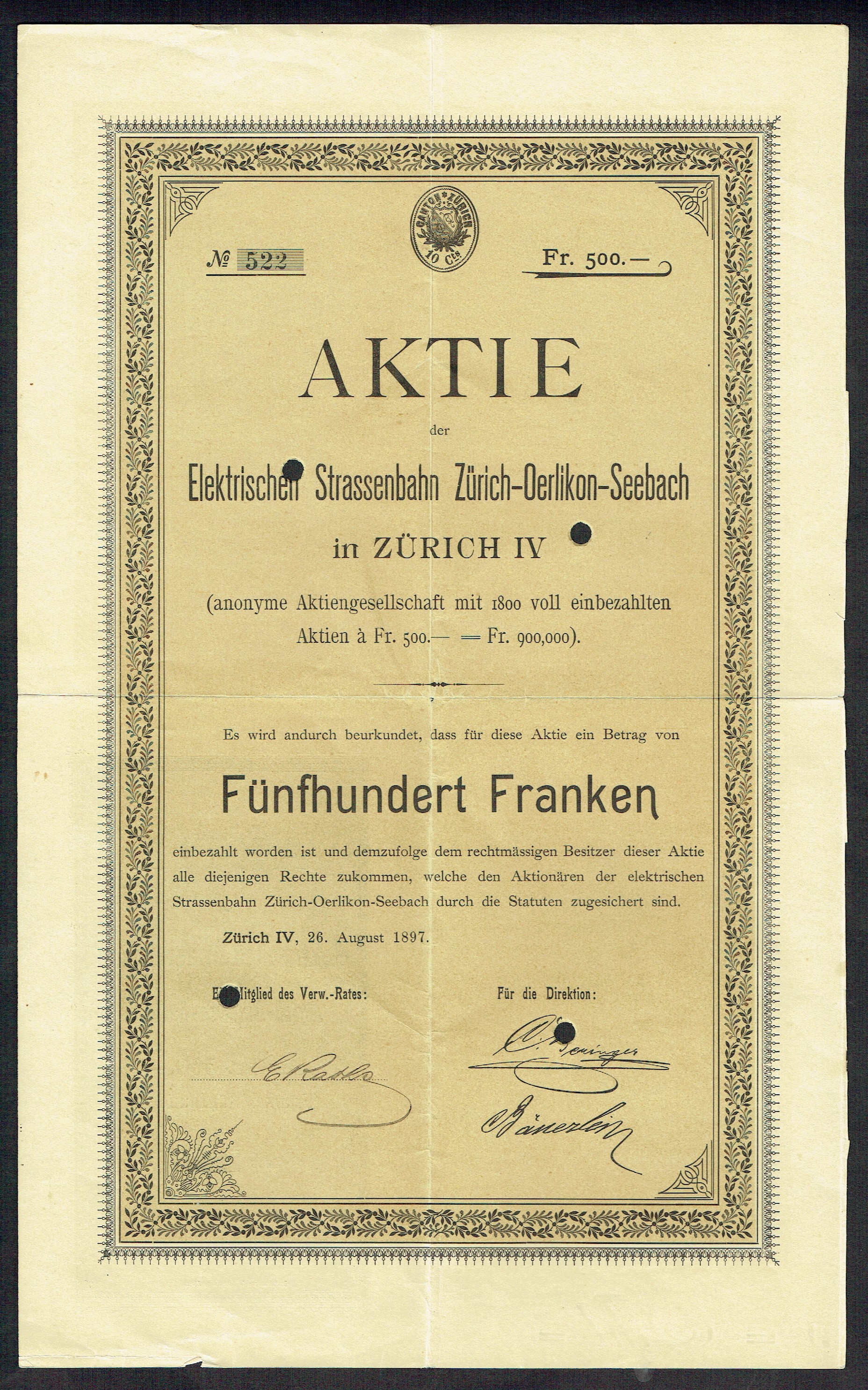
Gründeraktie der Elektrischen Strassenbahn Zürich-Oerlikon-Seebach vom 26. August 1897

Obwohl die Kommunalisierung der Strassenbahnbetriebe am 23. Dezember 1894 in einer Volksabstimmung mit 66,3 % Ja-Stimmen gutgeheissen worden war, entstanden auch nach diesem Zeitpunkt private Tramgesellschaften. Diese bedienten in erster Linie angrenzende Gemeinden oder noch kaum erschlossene Gebiete der Stadt. Interesse an einer Strassenbahnverbindung zeigte der 1893 eingemeindete Stadtteil Unterstrass, allerdings zeigte das Begehren bei der Stadt aus finanziellen Gründen keine Wirkung. In der rasch wachsenden Gemeinde Oerlikon zeigte dagegen die dort ansässige Maschinenfabrik Oerlikon (MFO) reges Interesse an einer Tramlinie nach Zürich. Beweggründe dafür waren nicht nur eine verbesserte Anbindung an die Stadt, sondern vor allem der Wunsch, praktisch unter Beweis zu stellen, dass man in der Lage war, eine elektrische Strassenbahn zu bauen und auszurüsten.
Die Kantonsregierung, der Zürcher Stadtrat und die Bundesversammlung erteilten der MFO am 13. August 1895, am 24. Oktober 1895 bzw. am 25. März 1896 die Konzession für die Stammstrecke Leonhardsplatz (Central) – Stampfenbachstrasse – Milchbuck (Stadtgrenze) – Oerlikon – Seebach. Darüber hinaus erlaubte die Konzession die Mitbenutzung der Gleise der Städtischen Strassenbahn Zürich (StStZ) über die Bahnhofbrücke zum Hauptbahnhof – eine nie genutzte Option. Die neu gegründete Aktiengesellschaft Strassenbahn Zürich–Oerlikon–Seebach (ZOS) übernahm am 23. Juli 1896 die Konzession von der MFO.
Technisch entsprachen die Anlagen der ZOS grundsätzlich jenen der StStZ und der übrigen Zürcher Trambetriebe; sie bestanden streckenseitig aus Meterspur-Gleisen und 600 Volt-Oberleitung. Letztere wurde zwar für den Betrieb mit Stromabnehmerbügeln ausgelegt, zur Anwendung gelangten dann allerdings nur Stangenstromabnehmer. Die Gleise bestanden dagegen schon damals aus den in Zürich heute noch verwendeten Phönix-Rillenschienen. Für die Stromversorgung entschied man sich aus Kostengründen gegen einen Bezug von der Stadt und erstellte stattdessen zusammen mit dem sechsgleisigen Depot in Oerlikon eine eigene gasbetriebene Kraftstation. Bis zur Rötelstrasse in Unterstrass war die Strecke doppelspurig, nördlich davon einspurig mit Ausweichen. Eine Verbindungsweiche am Central zum städtischen Netz wurde nach einem Defekt entfernt, so dass beide Betriebe technisch getrennt waren.

### Betrieb
Den Betrieb auf der 5,5 Kilometer langen Stammstrecke nahm das Oerlikertram nach sechsmonatiger Bauzeit am 22. Oktober 1897 auf, nur zwei Tage nach Abnahme der Strecke. Wie damals üblich, wurden Eisenbahnstrecken noch ebenerdig gekreuzt, wobei die in Zürich dominierende Schweizerische Nordostbahn (NOB) bekannt dafür war, ihren Tramkonkurrenten die Querung der Streckengleise im Regelbetrieb mit Passagieren zu untersagen. Die ZOS ersuchte daher gar nicht erst um eine solche Erlaubnis, sondern plante von Beginn an den Betrieb in zwei Sektionen. Vom Leonhardsplatz bis zum Bahnübergang in Oerlikon fuhr man aufgrund der Passagierzahlen im 3-Minuten-Takt. Wer nach Seebach wollte, überquerte den Bahnübergang zu Fuss und nahm den dort bereitstehenden Tramzug, der im 12-Minuten-Takt zwischen Bahnübergang und Seebach pendelte. Den Bahnübergang querten leere Tramzüge nur morgens vor Betriebsbeginn und abends nach Betriebsschluss, um wieder ins Depot zu gelangen.
Der Betrieb entwickelte sich rentabel, regelmässig konnten an die Aktionäre Dividenden von 5 bis 6 Prozent ausbezahlt werden. Damit dies so blieb, beantragte die ZOS Konzessionen für weitere Strecken: 1903 für Oerlikon – Affoltern – Regensdorf und Schwamendingen – Wallisellen sowie 1906 für Glattbrugg – Kloten. Der ZOS ging es dabei nie ernsthaft darum, die Strecken zu verwirklichen. In erster Linie sollte verhindert werden, dass eine andere Gesellschaft eine solche Strecke beantragte und damit das Recht gehabt hätte, die ZOS-Strecke nach Zürich zu nutzen. Mehrfach geprüft wurde einzig die Strecke nach Affoltern bzw. Regensdorf, die man mangels Investoren jeweils schnell wieder fallen liess.
Am 31. Mai 1906 wurde die 2,1 Kilometer lange, einspurige Zweigstrecke Oerlikon – Schwamendingen in Betrieb genommen. Da von Zürich her kommend die Strecke Oerlikon in entgegengesetzter Richtung verliess, wurden keine direkten Wagen geführt, sondern man stieg in Oerlikon um, ähnlich wie es früher beim Bahnübergang der Fall war. Dieser wurde im selben Jahr aufgehoben und durch die heutige Strassenunterführung ersetzt, als die Schweizerischen Bundesbahnen (SBB) den Bahnhof Oerlikon ausbauten. Während des Umbaus bestand eine provisorische Remise auf der Seebacher Seite, die mit einer Handvoll Fahrzeugen den Inselbetrieb sicherstellte. Am 29. August 1908 wurde die 1,7 Kilometer lange Strecke Seebach – Glattbrugg in Betrieb genommen, inklusive einer Niveaukreuzung mit der SBB-Strecke nach Bülach. Schliesslich folgte am 11. Januar 1909 eine knapp 400 Meter lange Verbindung vom Sternen Oerlikon zum Bahnhof.
Nachdem die StStZ am 1. Mai 1909 eine Tramlinie in der Weinbergstrasse eröffnet hatte, welche zwischen Leonhardsplatz und Schaffhauserplatz parallel zur ZOS-Tramlinie verlief, verlor die ZOS innerhalb Zürichs an Bedeutung, womit ihr die Rolle als Einfallslinie verblieb. Aufgrund der Konkurrenzsituation musste sie den 1901 eingeführten 3-Minuten-Takt zwischen Leonhardsplatz und Rötelstrasse auf die üblichen 6 Minuten ausdehnen. Den geplanten Doppelspurausbau der Stammstrecke stellte sie vorerst zurück. Dieser erfolgte verzögert in zwei Etappen: 1912 von der Stadtgrenze bis zum Bahnhof Oerlikon, 1915 ab Rötelstrasse bis zur Stadtgrenze. Der Direktor der Bahn hatte sich dafür eingesetzt, dass der Ersatzbau für die Velorennbahn Hardau nach Oerlikon kam. Ab deren Eröffnung im Jahr 1912 waren an jedem Wochenende Tausende zu den Veranstaltungen der neuen Offenen Rennbahn Oerlikon geströmt.
Als am 15. Oktober 1919 die StStZ-Tramstrecke über die bereits 1913 fertiggestellte Walchebrücke eröffnet wurde, erhielt die ZOS in Form einer einspurigen Schlaufe den direkten Anschluss an den Hauptbahnhof. Dazu baute man beim Leonhardsplatz wieder die Weiche zur StStZ ein und fuhr im Einrichtungsverkehr Leonhardsplatz – Bahnhofbrücke – Bahnhofquai über das neue Gleis auf der Walchebrücke hinauf bis zum Stampfenbachplatz. Durch ein eigenes Abstellgleis beim Hauptbahnhof wurde dieser zum neuen betrieblichen Endpunkt der ZOS in Zürich. Im Jahr 1922 wurde schliesslich noch die Doppelspur in Oerlikon durch die Unterführung hindurch bis zur Binzmühlestrasse verlängert. Danach standen vor allem Erneuerungen der Gleisanlagen an, die sich vor allem auf die Stammstrecke konzentrierten.

## Übernahme durch die StStZ

### Kampf um Konzessionen
Der Niedergang der ZOS begann im Jahr 1927, wofür aber nicht etwa finanzielle Engpässe verantwortlich waren. Nachdem die konkurrierende StStZ bereits 1919 ein Konzessionsgesuch für die Strecke Schaffhauserplatz – Bucheggplatz beantragt hatte, ersuchte sie acht Jahre später um eine neue Konzession für eine darüber hinaus verlaufende Strecke über die Hofwiesenstrasse zum Bahnhof Oerlikon, wo sie auf die ZOS-Zweigstrecke zum Sternen treffen sollte. Die ZOS fühlte sich durch dieses Projekt in ihrer Existenz bedroht und reichte umgehend ein Gesuch für die Strecke Milchbuck – Wehntalerstrasse – Birchstrasse – Oerlikon ein. Die Kantonsregierung lehnte am 29. Dezember 1927 das StStZ-Projekt ab, verweigerte aber auch der ZOS die Betriebsbewilligung.
Der Gemeinderat von Oerlikon hatte sich von der neuen Tramstrecke eine Förderung des Wohnbaus in der schwach besiedelten westlichen Hälfte des Gemeindegebiets erhofft. Er warf der Kantonsregierung einseitige Parteinahme zugunsten der ZOS vor und forderte sie auf, das StStZ-Projekt zu unterstützen. Auch die Zürcher Stadtregierung sowie Vertreter von Parteien und des Kreises 6 protestierten gegen den Entscheid. Die Kantonsregierung begründete die Zurückstellung des städtischen Konzessionsgesuches mit «zeitraubenden technischen Abklärungen», beugte sich aber schliesslich dem politischen Druck und erteilte am 15. November 1928 der StStZ die Konzession.
Nach der Bewilligung des Baukredits am 10. Februar 1929 erhob die ZOS umgehend Einsprache. Das letztinstanzlich zuständige Post- und Eisenbahndepartement erteilte die Konzession nur bis zur Wehntalerstrasse und machte die Bewilligung der restlichen Strecke bis Oerlikon von einer Einigung zwischen StStZ und ZOS abhängig. Der Versuch, ein gemeinsames Betriebskonzept zu erarbeiten, scheiterte. Die ZOS schlug daraufhin am 1. Mai 1929 dem Zürcher Stadtrat vor, die Aktien aufzukaufen und das Unternehmen in städtischen Besitz zu überführen. Der entsprechende Kredit von 2,45 Millionen Franken wurde am 26. Januar 1930 in einer Volksabstimmung angenommen. Damit waren die Differenzen ausgeräumt und die StStZ erhielt ihre Konzession, während die ZOS-Aktionäre mit dem Verkauf ein finanziell gutes Geschäft machten. Am 1. Oktober 1930 eröffnete die StStZ ihre neue 2,8 km lange Tramlinie vom Schaffhauserplatz nach Oerlikon.

### Streckenstilllegungen
Die ZOS blieb bis zum 1. Mai 1931 weiter bestehen. An diesem Tag fuhren nicht nur die letzten Trams der ZOS, sondern wurden auch die Teilstrecken Seebach – Glattbrugg und Oerlikon – Schwamendingen stillgelegt und durch Autobusse ersetzt. Gründe für die Stilllegungen waren mitunter die schlechte Rentabilität der Strecken und die deswegen vernachlässigten Unterhaltsarbeiten, welche die Strecken in einem schlechten Zustand hinterliessen. Noch im selben Jahr begann man mit dem Abbruch der Gleise.
Gleichzeitig zum Dienstgleis degradiert wurde das Teilstück zwischen Stampfenbachplatz und Leonhardsplatz, das seit dem Bau der Walchebrücke grundsätzlich nur in einer Richtung befahren worden war. Das Dienstgleis blieb bis 1950 bestehen und wurde mit dem anstehenden Umbau des Leonhardsplatzes aufgehoben, der damals ausserdem in Central umbenannt wurde. Entfernt wurden die Gleise in zwei Etappen 1952 und 1958. Als Ersatz hierfür entstand ein neues einspuriges Dienstgleis am Neumühequai zwischen Walchebrücke und Bahnhofbrücke.

### Tramdepot Oerlikon
Die StStZ nutzte das Depot Oerlikon unverändert weiter. Da es sich bald als zu klein erwies, wurde es 1933 abgebrochen und durch einen grossen, schlicht gehaltenen Neubau ersetzt. Das Depot erhielt im Laufe der Zeit neue Zufahrten und wurde für den Betrieb mit Einrichtungsfahrzeugen angepasst. Es ist bis heute das einzige Tramdepot im Glatttal. Um neben den Trams der Linien 10, 11, 14 und 15 auch die Fahrzeuge der ab 2006 schrittweise in Betrieb genommenen Glattalbahn aufnehmen zu können, wurde das Depot zwischen 2009 und 2011 um eine zusätzliche Abstellhalle ergänzt; die Baukosten betrugen 24,95 Millionen Franken.
Bis zum Bau der nahegelegenen Busgarage Hagenholz beherbergte das Untergeschoss der an einem leichten Hang liegenden Depotanlage die Oerliker Busgarage. Dort waren beispielsweise die Busse der Linie D untergebracht, welche 1931 die ZOS-Tramlinie nach Schwamendingen ersetzt hatte. Inzwischen wird ein Teil der Garage von der Gruppe Bus (ehemals Verein Historischer Züri-Bus HZB) des Tram-Museums Zürich (TMZ) als Garage und Werkstätte für die historischen Fahrzeuge genutzt.

### ZOS-Stammstrecke
Die alte ZOS-Stammstrecke erhielt unter der StStZ die Liniennummer 14, die sie bis heute behalten hat. Die Linie hat seit der Übernahme immenses Wachstum erlebt und wird seit den 1960er Jahren von 42 Meter langen Grosswagenzügen (sechsachsiger Motorwagen und sechsachsiger motorisierter Anhänger, resp. zwei sechsachsige Motorwagen) bedient. Die Oerlikerlinien 11 und 14 gehörten zu den ersten, die ab 1978 vollständig auf die damals modernsten Tramzüge Be 4/6 «Tram 2000» umgestellt wurden.

## Rollmaterial
Motorwagen
- ZOS Ce 2/2 1–15 (1897)

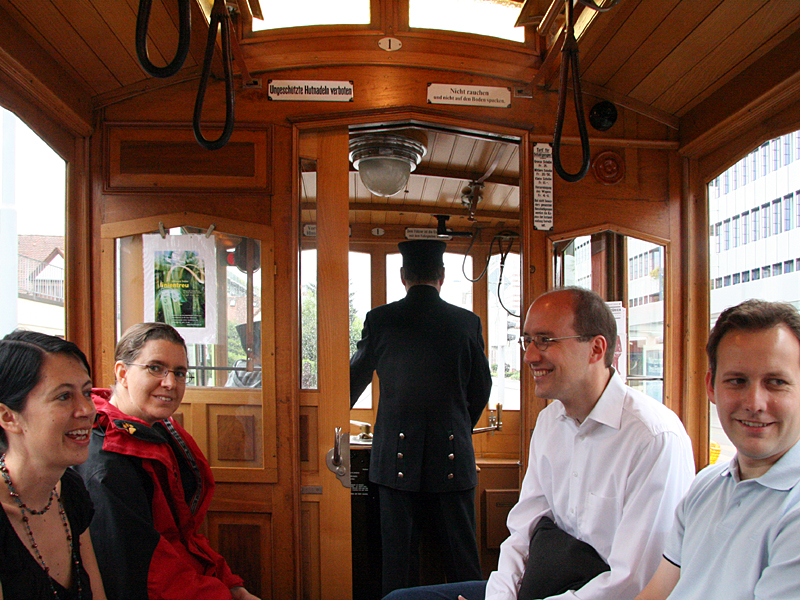
Fahrgastraum und Führerstand einer ZOS Ce 2/2 Baujahr 1897 (Tram-Museum Zürich)

- ZOS Ce 2/2 16–17 (1899), ab 1923 ZOS C2 39–40 (Anhänger)
- ZOS Ce 2/2 18–20 (1899), ab 1910 ZOS C2 36–38 (Anhänger)
- ZOS Ce 2/2 21 (1904), ab 1910 ZOS Ce 2/2 18
- ZOS Ce 2/2 19–21 (1910)
- ZOS Ce 2/2 22–25 (1908)
- ZOS Ce 2/2 26–29 (1921)
- ZOS Ce 2/2 81–84 (1929)

Während des Bestehens der ZOS kamen 36 Motorwagen zum Einsatz, von denen im Laufe der Zeit fünf zu Anhängern umgebaut wurden.
Die Wagen 16–20 sind baugleich und wurden lediglich zu verschiedenen Zeitpunkten zu Anhängern umgebaut und umnummeriert. Mit der Beschaffung neuer Motorwagen (22–25) im Jahr 1908 wurde Anhänger 22 umnummeriert. 1910 baute man die Wagen 18–20 zu Anhängern um, der Einzelgänger 21 wurde erneuert und erhielt die Nummer 18, neue Wagen (baugleich mit 22–25) erhielten die freigewordenen Nummern 19–21. Die Wagen 16–17 baute man 1923 schliesslich ebenfalls zu Anhängern um, die Nummern wurden danach nicht mehr neu belegt.
Nach Längssitzern beschaffte die ZOS 1929 mit den Wagen 81–84 erstmals Quersitzer, mit den dazu passenden Anhängern 41–44. Mit der beschlossenen Übernahme durch die StStZ blieben dies die modernsten Fahrzeuge der ZOS, während bereits im selben Jahr die StStZ erste Wagen übernahm und umlackierte.
Anhänger
- ZOS C2 22 (1907), ab 1908 ZOS C2 31
- ZOS C2 32–35 (1909)
- ZOS C2 36–38 (1899/1910), davor ZOS Ce 2/2 18–20
- ZOS C2 39–40 (1899/1923), davor ZOS Ce 2/2 16–17
- ZOS C2 41–44 (1929)

Während des Bestehens der ZOS kamen 14 Anhänger zum Einsatz, neun ursprüngliche und fünf aus Umbauten von Motorwagen entstandene.
1907 beschaffte die ZOS erstmals einen einzelnen Anhänger, der mittags als Verstärkung auf der Zweiglinie Oerlikon–Schwamendingen diente. Auf der Stammlinie kamen ab 1909 erste Anhänger zum Einsatz, die 1910 durch Umbauten (ex 18–20) ergänzt wurden. Nachdem 1921 weitere neue Motorwagen beschafft worden waren, baute man 1923 schliesslich die komplette Serie 16–20 zu Anhängern (36–40) um.
Zusammen mit den ersten Quersitz-Motorwagen 81–84 beschaffte die ZOS im Jahr 1929 auch die dazu passenden Quersitz-Anhänger 41–44; aufgrund der Übernahme durch die StStZ blieb dies zugleich die letzte Beschaffung durch die ZOS.
Dienstwagen
- ZOS Xe 2/2 51 (1911)

Der Sprengwagen 51 entstand 1911 durch Umbau des Ce 2/2 1 von 1897. Er blieb der einzige Dienstmotorwagen der ZOS. Sein Haupteinsatzgebiet war die ungepflasterte Strasse von Oerlikon bis zur Gemeindegrenze zu Schwamendingen – letzteres mangels finanzieller Beteiligung Schwamendingens.

### Verbleib des Rollmaterials
1931 übernahm die StStz praktisch sämtliche 46 Fahrzeuge der ZOS. Die Fahrzeuge, die man letztlich behielt, wurden in der Regel mehrfach umgebaut und überlebten bis in die 1960er Jahre, andere wurden nach der Übernahme abgestellt und nach einiger Zeit verschrottet. Drei Wagen existieren heute noch als Museumsfahrzeuge des Tram-Museums Zürich (TMZ) und der Verkehrsbetriebe Zürich (VBZ).
Anhänger
Anhänger C2 31 erhielt provisorisch die Nummer 424 resp. 425, wurde allerdings nicht mehr eingesetzt; den Aufbau brach man 1933 ab und verwendete das Untergestell bis 1945 für einen Kippwagen (X2) weiter.
Die Serie Ce 2/2 2–15 wurde von 1931 bis 1935 zur Anhänger-Serie C2 426–439 umgebaut und erhielt dabei neue Untergestelle und Druckluftbremsen; diese Anhänger blieben bis 1963 in Gebrauch und waren vor allem auf der Linie 22 im Einsatz. Die Anhänger-Serie C2 36–40 wurde als C2 440–444 noch kurze Zeit unverändert eingesetzt und 1934 (440–442) bzw. 1938 (443–444) abgestellt und verschrottet.
Die C2 32–35 erhielten Druckluftbremsen, die Nummern 573–576 und wurden in die baugleiche StStZ-Anhängerserie C2 501–572 eingereiht, in welcher sie bis 1966 in Gebrauch waren.
Die C2 41–44 erhielten 1932 Druckluftbremsen und die Nummern 627–630. Sie standen mit den gleichaltrigen StStZ C2 631–640 und den baugleichen 641–710 bis 1969 im Einsatz. Der 629 ging 1969 an die Museumsbahn Blonay–Chamby und von dort 1977 nach Deutschland. Die VBZ holten den Anhänger 1990 aus Deutschland zurück und restaurierten das Fahrzeug, welches seit 1991 als Museumswagen StStZ C2 629 im Einsatz steht.
Motorwagen
Die Ce 2/2 18 und 19–25 (neu Ce 2/2 62–69) erhielten 1933 neue Untergestelle, Druckluftbremsen und die Nummern 1062–1069; die Wagen blieben bis 1953 in Gebrauch.
Die Ce 2/2 26–29 erhielten 1933 Druckluftbremsen und die Nummern 237–240; die Serie wurde 1942 in 1237–1240 umnummeriert und blieb bis 1964 in Gebrauch.
Die Ce 2/2 81–84 erhielten Druckluftbremsen und die Nummern 21–4; in den 1960er Jahren wurden die Fahrzeuge zu Ce 2/2 25–28 bzw. Be 2/2 1025–1028 umnummeriert und in den 1970er Jahren fallweise ausser Dienst gestellt. Der verbliebene 1025 ging schliesslich 1992 an das TMZ, welches das Fahrzeug seither witterungsgeschützt ausserhalb der öffentlich zugänglichen Sammlung aufbewahrt. Langfristig ist geplant, den ZOS 81 als Museumsfahrzeug wieder auferstehen zu lassen.

#### ZOS 1
Die StStZ verkaufte als einziges Fahrzeug den Sprengwagen Xe 2/2 51 umgehend. Dabei ging er an die seit ihrer Gründung von der StStZ verwaltete Forchbahn (FB), wo er bis 1966 im Einsatz stand. 1967 konnte das TMZ das nicht mehr rollfähige Fahrzeug von der Forchbahn übernehmen und unterstellen. In knapp zehnjähriger ehrenamtlicher Arbeit restaurierten ab 1977 Mitglieder des TMZ, teilweise in enger Zusammenarbeit mit den VBZ, das Fahrzeug von Grund auf.
Dabei musste für verschiedene Teile auf eine Reihe von Ersatzteilspendern zurückgegriffen werden, die sich meist in Form von bauähnlichen zweiachsigen Dienstwagen darboten, welche teilweise bis in die 1980er Jahre überlebten. Anstelle des nicht mehr originalen, FB-eigenen und nicht mehr fahrtüchtigen Untergestells wurde auf den Dienstwagen VBZ Xe 2/2 1947 (ex 911) aus dem Jahre 1911 zurückgegriffen, den man 1980 übernehmen konnte. Andere heute betriebsnotwendige Teile wie die induktive Weichensteuerung gab es damals nicht, so dass auch hier auf neuere, aber noch kompatible Bauteile aus anderen Dienstwagen zurückgegriffen werden musste.
Das Ergebnis der langwierigen Arbeit zeigt sich im 1986 fertiggestellten ZOS 1, wie er in den 1920er Jahren unterwegs war. Das olivgrüne Fahrzeug ist seither ein beliebtes Fotomotiv und eines der Prunkstücke der Sammlung des TMZ.